# Gregory Dark
Gregory Dark (nascut Gregory Hippolyte Brown el 12 de juliol de 1957 a Los Angeles) és un director de cinema, productor de cinema, director de vídeos musicals i guionista estatunidencs. és una de les pocs cineastes per adults en passar amb èxit a la direcció de pel·lícules de Hollywood. També s'ha acreditat com a Alexander Hippolyte, Gregory Hippolyte, Gregory Brown i The Dark Brothers.

## Primers anys
Dark va començar la seva carrera com a gran artista tant de pintures com d'art conceptual i instal·lacions. Després de graduar-se amb un Màster en Belles Arts a la Universitat Stanford, es va traslladar a la ciutat de Nova York per cursar estudis de postgrau en cinema a la Universitat de Nova York.
Des de mitjans de la dècada de 1980 fins a mitjans de la dècada de 1990, Dark va dirigir pel·lícules de porno dur i classificades R. El seu treball d'aquest període va ajudar a crear el gènere actual "altporn" així com a inventar el gènere romàntic negre del thriller eròtic. Sight & Sound la revista del British Film Institute va considerar els thrillers eròtics de Dark com a pel·lícules innovadores del gènere. A la dècada de 1980, Dark, juntament amb Richard Lerner i Wendy Apple, va dirigir i produir Fallen Angels, el documental seminal sobre l'inicial escena porno de Los Angeles.
Dark va dirigir o produir més de 30 pel·lícules d'acció i thrillers eròtics com a cap de producció d'Axis Films, una companyia de pel·lícules B, de 1987 a 1995. Els thrillers eròtics de Dark a principis dels anys noranta com Animal Instincts I i II, Body of Influence i Mirror Images II van presentar Shannon Whirry en diverses etapes de despullament. El 1994, va dirigir la pel·lícula Stranger by Night protagonitzada per Steven Bauer.
Les pel·lícules de Dark d'aquest període li van guanyar elogis com "el Steven Spielberg del conjunt de soft-core" i "el Martin Scorsese del thriller eròtic".

## Vídeos musicals
El 1996 Dark va dirigir el vídeo musical de "Bar-X-The Rocking M" dels Melvins. El 1998 va dirigir el vídeo de "Zoot Suit Riot" de Cherry Poppin' Daddies, que va guanyar als Daddies una nominació a "Millor artista nou en un vídeo" als MTV Video Music Awards de 1998. Aquell mateix any, va dirigir "Fuck Dying" i "Pushin 'Weight" per a Ice Cube. El vídeo de Dark del 1998 "What U See Is What U Get" per Xzibit, que va romandre al capdavant de les llistes de llista a BET durant gairebé un any i va guanyar un Source Award. El 22 i 23 de novembre de 1999, va dirigir el vídeo de "From the Bottom of My Broken Heart" de Britney Spears. El 2000 "Graduation (Friends Forever)" de Vitamin C i "One Step Closer" de Linkin Park foren rodats a Los Angeles, a seixanta-tres metres sota terra en un túnel del metro abandonat. El 2002 va dirigir el vídeo d'A*Teens, una versió de "Can't Help Falling in Love" per la pel·lícula de Disney Lilo & Stitch. A mitjans de 2002, també va dirigir el vídeo del senzill de Breaking Benjamin "Polyamorous".
Dark va dirigir el vídeo musical d'"Undercover Funk" de Snoop Dogg amb Bootsy Collins per a la pel·lícula Undercover Brother. El vídeo presentava actuacions de l'estrella de la pel·lícula Eddie Griffin, que es transforma en Snoop Dogg al començament del vídeo, i actuacions de ball i sincronització de llavis de Neil Patrick Harris i Denise Richards.

## Pel·lícules principals
La primera gran pel·lícula de Dark, la pel·lícula de terror See No Evil, es va estrenar el 19 de maig de 2006 per a WWE Films  i Lions Gate Entertainment. Va ser dirigida per Dark, escrita per Dan Madigan, produïda per Joel Simon, i protagonitzada pel lluitador professional Kane. See No Evil va recaptar gairebé 19 milions de dòlars arreu del món amb un pressupost de 8 milions de dòlars. La pel·lícula va recaptar més de 45 milions de dòlars en vendes i lloguers de DVD (https://www.the-numbers.com/movie/See-No-Evil#tab=summary).
El 2008 Dark va dirigir la pel·lícula independent Little Fish, Strange Pond, que es va veure en diversos festivals de cinema. La pel·lícula fou protagonitzada per Matthew Modine, Adam Baldwin, Callum Blue, Zach Galifianakis, Liza Weil, i Paul Adelstein i fou retitulada Frenemy per al seu llançament en DVD de Lions Gate Entertainment el desembre de 2010. Durant el 2009, Dark va dirigir An Evening With Stephen Lynch, una pel·lícula de concerts protagonitzada pel còmic i músic Stephen Lynch.

## Premis
- Premi XRCO de 1996 - Millor director[6]
- 1996 Membre del Saló de la Fama de XRCO[6]